# Hačiódži
Hačiódži (japonsky: 八王子市, Hačiódži-ši) je město umístěné v západní části Tokijské metropole, v centru regionu Kantó v Japonsku. 1. února 2016 město mělo odhadovanou populaci 579,330 a hustotu obyvatelstva 3110 osob na kilometr čtvereční. Jeho celková plocha byla 186,38 kilometrů čtverečních.

## Sport
V letech 2017 a 2018 město pořádalo závody světového poháru ve sportovním lezení, v roce 2019 také mistrovství světa jako kvalifikaci na olympijské hry 2020.

## Osobnosti
- Petr Seiiči Širajanagi (1928-2009) — japonský římskokatolický kněz, arcibiskup a kardinál
- Ajumi Haraová (* 1979) – fotbalistka
- Misato Nakamuraová (* 1989) — japonská judistka